# José Álvarez Canalejas
José Álvarez Canalejas conegut com José Canalejas (Madrid, 14 de febrer del 1925 - Madrid, 1 de maig del 2015) fou un actor de cinema espanyol, germà de l'actriu Lina Canalejas. Fill del concertista de violí Manuel Álvarez Trigo; i net del pianista i compositor Arturo Canalejas. Va treballar com a actor de repartiment en nombrosos Spaghetti western dels anys 1960 i 1970, com Per un grapat de dòlars, Per qualche dollaro in più, El precio de un hombre, La boda (1964), etc. Als anys 70 Canalejas va dirigir dues pel·lícules: El último proceso en París i El in... moral.